# Barbolla
Barbolla település Spanyolországban, Segovia tartományban. Barbolla Navares de Ayuso, Aldeonte, Boceguillas, Castillejo de Mesleón, Sotillo és Sepúlveda községekkel határos. Lakosainak száma 150 fő (2024).

## Népesség
A település népessége az elmúlt években az alábbi módon változott:
| Lakosok száma | 211  | 226  | 196  | 205  | 214  | 203  | 167  | 158  | 141  | 150  |
|               | 2001 | 2004 | 2007 | 2009 | 2012 | 2014 | 2017 | 2019 | 2022 | 2024 |